# Grundtjärnen (Kalls socken, Jämtland, 708712-135080)
Grundtjärnen är en sjö i Åre kommun i Jämtland och ingår i Indalsälvens huvudavrinningsområde. Sjön har en area på 0,0731 kvadratkilometer och ligger 643,3 meter över havet. Grundtjärnen ligger i Skäckerfjällen Natura 2000-område. Sjön avvattnas av vattendraget Hobergsån.

## Delavrinningsområde
Grundtjärnen ingår i det delavrinningsområde (708722-135167) som SMHI kallar för Ovan 708429-135602. Medelhöjden är 717 meter över havet och ytan är 32,06 kvadratkilometer. Det finns inga avrinningsområden uppströms utan avrinningsområdet är högsta punkten. Hobergsån som avvattnar avrinningsområdet har biflödesordning 2, vilket innebär att vattnet flödar genom totalt 2 vattendrag innan det når havet efter 376 kilometer. Avrinningsområdet består mestadels av skog (20 procent), sankmarker (13 procent) och kalfjäll (63 procent). Avrinningsområdet har 0,15 kvadratkilometer vattenytor vilket ger det en sjöprocent på 0,5 procent.